# Anachronic Jazz Band
Die Anachronic Jazz Band war eine französische Band des Hot Jazz, deren Repertoire nur aus Werken des Modern Jazz bestand. Das zwischen 1976 und 1980 bestehende Nonett wurde von dem Pianisten Philippe Baudoin und dem Multiinstrumentalisten Marc Richard geleitet.

## Bandgeschichte
Die Gruppe bestand aus einer Frontlinie mit fünf Bläsern (davon drei Saxophonen bzw. Klarinetten) und einer vierteiligen Rhythmusgruppe (Klavier, Banjo, Sousaphon bzw. Tuba, Schlagzeug). Der besondere Reiz bestand darin, das zumeist aus dem Bebop stammende Repertoire (aber auch Coltranes Giant Steps) nicht nur in einer Instrumentierung von 1928 zu spielen, sondern auch die Soli entsprechend anzulegen (etwa im Stil von King Oliver). Neben den klugen Arrangements überzeugten auch exzellente solistische Interventionen, etwa von Daniel Huck, Patrick Artero, André Villéger oder Claude Gousset. Die Band, die den Prix Sidney Bechet der Académie du Jazz bereits für das Jahr 1977 erhielt, trat auf europäischen Festivals auf und war auch in Deutschland und in Italien auf Tourneen. Wichtige Aufnahmen wurden 2009 in der Serie Jazz in Paris wiederveröffentlicht. 2012 fand eine Reunion statt, dessen musikalische Leiter  Patrick Artero, Philippe Baudoin und Marc Richard waren; weitere Konzerte folgten in den nächsten Jahren.

## Diskographische Hinweise
- Anachronic Jazzband (Open, 1976)
- Anachronic Jazzband Volume 2 (Open, 1977)
- Anachronic Jazzband Paris Live (Calig, 1978–1979, mit Beryl Bryden)

## Lexikalischer Eintrag
- Philippe Carles, André Clergeat, Jean-Louis Comolli: Le nouveau dictionnaire du jazz. Édition Robert Laffont, Paris 2011, ISBN 978-2-221-11592-3